# Regina José Galindo
Regina José Galindo (Ciudad de Guatemala, 1974) es una artista guatemalteca especializada en performance, siendo una de los mayores exponentes latinoamericanas de la disciplina en la actualidad. Además es autora especializada en poesía. Su obra se caracteriza por su explícito contenido político y crítico, empleando su propio cuerpo como herramienta de confrontación y transformación social. Recibió el León de Oro a la mejor artista joven en la Bienal de Venecia en el año 2005 y el Premio Príncipe Claus en 2011.

## Biografía
Nació en Ciudad de Guatemala en 1974 ciudad en la que vive y trabaja. Su trayectoria artística está marcada por el conflicto armado de Guatemala que tiene lugar entre 1960 y 1996 que provocó un genocidio con más de 200 mil víctimas, muchas de ellas indígenas, campesinos y mujeres y niñas.

Yo solamente he vivido en Guatemala con una problemática muy grande de violencia en general y una violencia de género fuera de todo ímite. Durante el conflicto armado, el daño a la población femenina era parte de la estrategia de guerra para infundir temor en la población, porque al matar a una mujer se mataba también la posibilidad de vida. En la actualidad, desde hace unos años, esto ha vuelto a ser parte de la realidad guatemalteca, solo que a mayores índices. Diariamente son asesinadas mujeres de las formas más brutales. Generalmente los cuerpos de los hombres aparecen degollados, con un tiro de gracia, apuñalados, asfixiados, pero el de las mujeres presentan evidencias de haber sido violadas y torturadas, previamente a ser asesinadas.
 Regina José Galindo, 2007

Galindo empezó su carrera profesional en empresas de publicidad lo que le ha permitido conectar con facilidad, según ella misma explica, imágenes con palabras.
En el plano artístico, sus comienzos fueron a través de la poesía y el dibujo, acercándose al mundo del arte contemporáneo de la mano de otras y otros artistas, especialmente de Jessica Lagunas. Se especializó en el uso de la performance y, desde que realizó la primera de ellas, que lleva por título "Lo voy a gritar al viento", en 1999, su propio cuerpo es el protagonista de su obra, colgada de un puente de la ciudad de Guatemala recitó sus versos para denunciar las atrocidades del abuso político al que muchas mujeres se han visto sometidas en ese país.
Con su trabajo, Galindo denuncia la violencia, el machismo (uno de sus principales temas es el feminicidio), el canon de belleza occidental, la represión de los estados, y el abuso de poder, especialmente en el contexto de su país aunque su lenguaje traspasa fronteras. En un primer momento, utilizó sólo su cuerpo, que en ocasiones lleva a situaciones extremas (como en el caso de Himenoplastia (2004) donde se somete a una reconstrucción del himen), para posteriormente contar con personas voluntarias o contratadas que interactúan con ella, con lo que pierde el control sobre la acción.
En 2001 en la performance titulada No perdemos nada con nacer (2001, 9 Festival de Performance Ex Teresa Arte Actual, México DF) es depositada dentro de una bolsa de plástico transparente en un basurero municipal e inscribe la frase "Como un despojo humano, soy colocada en el basurero municipal de Guatemala".
En Proxémica (2003, Costa Rica) se encierra durante un día y una noche en un cubículo de blocks de cemento colocando el último block ella misma por dentro, para luego salir a fuerza de martillo y cincel.  
En 2003 presenta uno de sus trabajos más conocidos: ¿Quién puede borrar las huellas? una performance en las calles de la capital guatemalteca en memoria memoria de las víctimas del conflicto armado y en rechazo a la candidatura presidencial del exmilitar, genocida y golpista Efraín Ríos Montt. Vestida de negro camina descalza con un balde blanco lleno de sangre humana desde la Corte de Constitucionalidad hasta el Palacio Nacional de Guatemala. De vez en cuando mete los pies en él dejando un rastro de huellas de sangre por las calles de Ciudad de Guatemala. Son las huellas de los miles de civiles asesinados por el ejército durante los años de guerra y represión. Con esta acción Regina José Galindo mantiene viva la memoria frente al olvido y la impunidad de la historia reciente de Guatemala.
Con su vídeo Himenoplastia (2004) ganó el León de Oro en la 51 Bienal de Venecia de 2005. En él vemos la operación quirúrgica de reconstrucción del himen. Además le pide al cirujano que le estreche la vagina, operación ilegal pero habitual que tiene como fin reconstruir la “virginidad” de la mujer.  
En Limpieza Social, (2006, Galería Cívica Nacional, Trento, Italia) recibe un baño con una manguera de las que se usan para disolver manifestaciones.
En la performance  Mientras, ellos siguen libres (2007) enuncia y libera el sufrimiento de las mujeres -muchas de ellas embarazadas- que fueron violadas por el ejército guatemalteco. Y en Perra (2005) escribe en su pierna la palabra PERRA con un cuchillo para denunciar los cuerpos de mujeres guatemaltecas que aparecieron torturadas con inscripciones similares.

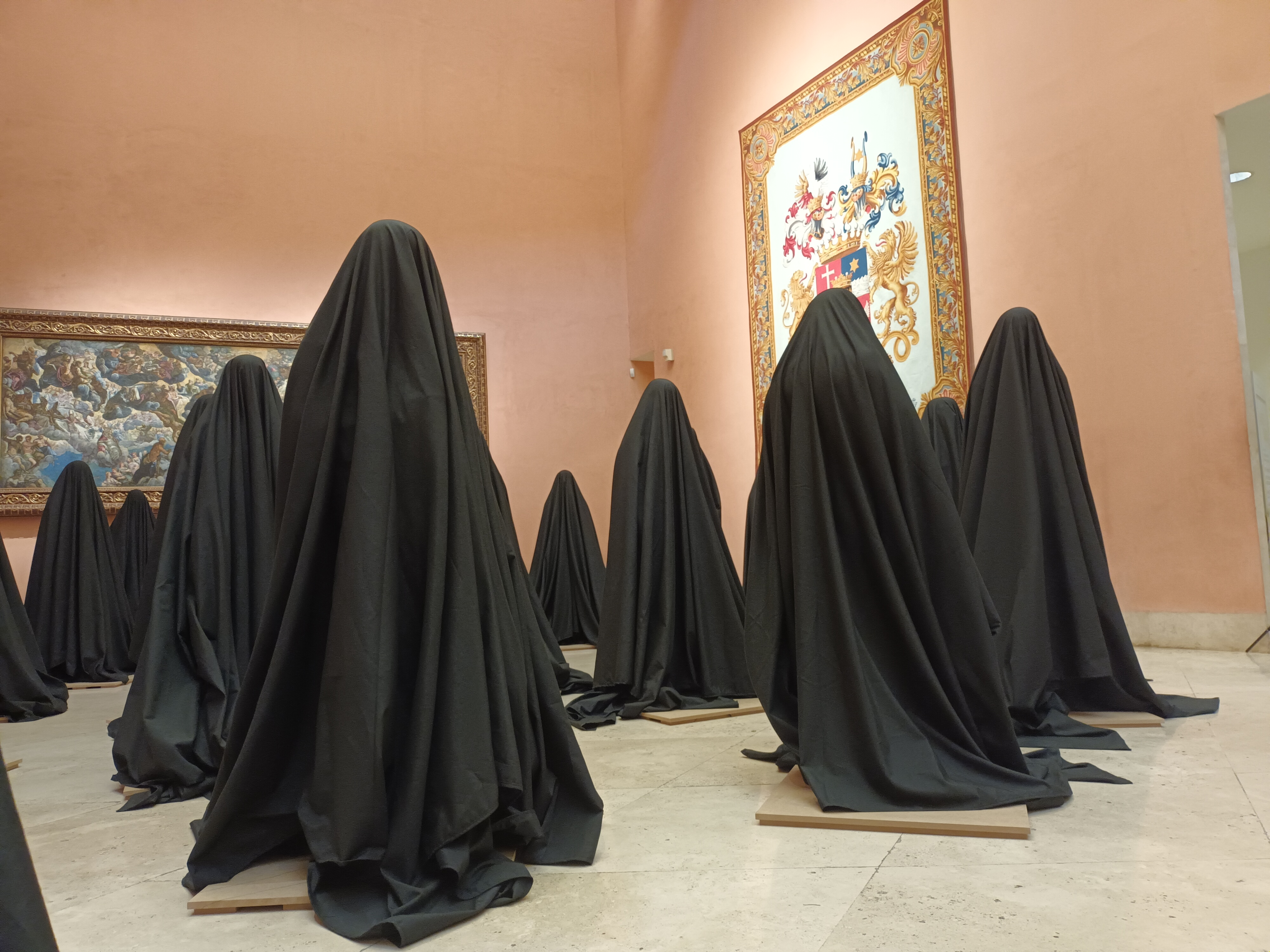
Nuestra mayor venganza será estar vivas. Museo Thyssen-Bornemisza de Madrid, el 19 de octubre de 2022.

En 8 de marzo de 2018 realiza en Madrid la acción La manada, aludiendo al Caso de La Manada de violencia sexual en España en 2016 y al grito de sororidad colectiva que ha desatado movimientos como #YoSiTeCreo.
En 2018 participa en la exposición colectiva La NO comunidad en CentroCentro, Madrid. La muestra se presenta a modo de ensayo sobre la soledad, bajo el cuestionamiento de la idea de comunidad.
Dentro del ciclo de performances "Visión y presencia", celebrado en el Museo Thyssen-Bornemisza a lo largo del año 2022 y comisariado por Semiramis González, Galindo presenta Nuestra mayor venganza será estar vivas. Una performance en memoria de las mujeres asesinadas ese año en España, en la que un grupo de bailarinas del Conservatorio Superior de Danza María de Ávila, bailan flamenco completamente cubiertas por una tela.
Su obra poética ha sido publicada por la Fundación Coloquia, con el libro “Personal e Intransmisible” (1996) y por la editorial El Pensativo, con "Telarañas" (2015). Sus cuentos y poemas han sido recogidos en revistas y antologías.

## Principales obras

### Poesía
Libros publicados:
- Personal e Intransmisible (Fundación Coloquia,1996)
- Telarañas (Ediciones del Pensativo, 2015)

Apariciones en antologías: Mujer, Cuerpo y Palabra (2004), Voces de post-guerra (2001), Mujeres que cuentan (2001), Tanta Imagen tras la puerta (1999), Para conjurar el sueño (1998), entre otras.

### Performances
- Nuestra mayor venganza será estar vivas, 2022
- La manada, 2018
- El Objetivo, 2017
- La sombra, 2017
- Presencia, 2017
- La Intención, 2016
- Raíces, 2015
- Estoy Viva, 2015
- Exhalación (Estoy Viva), 2014
- Tierra, 2014
- Piel de gallina, 2012
- Marabunta, 2011
- Alarma, 2011
- Caparazón, 2010
- Confesión, 2007
- 150,000 voltios, 2007
- Mientras, ellos siguen libres, 2007
- Corona, 2006
- Tanatosterapia, 2006
- Perra, 2005
- (279) Blows, 2005
- El peso de la sangre, 2004
- Himenoplastia, 2004
- ¿Quién puede borrar las huellas?, 2003
- Angelina, 2001
- No perdemos nada con nacer, 2001
- Sobremesa, 2000
- El cielo llora tanto que debería ser mujer, 1999
- Lo voy a gritar al viento, 1999

### Obra en colecciones
Algunas de las colecciones de las que la obra de Regina José Galindo forma parte son:
- Centro Georges Pompidou, París, Francia.
- Solomon R. Guggenheim Museum, New York, Estados Unidos.
- Museo de Arte Moderno de Nueva York, New York, Estados Unidos.
- Tate, Londres, Inglaterra.
- Castello di Rivoli, Museo de Arte Contemporáneo, Turín, Italia.
- Daros Latinamerica Collection, Zúrich, Suiza.
- Blanton Museum of Art, Austin, Estados Unidos.
- Museo de Arte Contemporáneo, San José, Costa Rica, MADCO.
- Pérez Art Museum, Miami, Estados Unidos.
- Cisneros Fontanals Collection, Miami, Estados Unidos.
- Essex, Princeton Universtity.
- Museo Extremeño e Iberoamericano de Arte Contemporáneo, Meiac, España.
- Fondazione Teseco, Pisa, Italia.
- Fondazione Galleria Civica, Trento, Italia.
- MMKA, Budapest, Hungría.
- Consejería de Murcia, España.
- Fundación Mallorca, España.
- UBS Art Collection, Zúrich, Suiza.

### Ciudades en las que ha expuesto
Ha expuesto en ciudades como Nueva York, Vancouver, Madrid, Vitoria, Palma de Mallorca, Milán, París, Praga, San José, Caracas, Miami, Las Palmas de Gran Canaria, Burdeos, Berlín, Oxford, Palermo, Auckland, Bogotá, Santiago de Chile, Ciudad de Guatemala, Ciudad de México, Santo Domingo, Dubái, Londres, Budapest, Sao Paulo o Dublín.

## Premios y reconocimientos
- 1998: Premio Único de Poesía por la Fundación Myrna Mack.
- 2005: León de Oro, en la 51 Bienal de Venecia en la categoría de artista joven, por sus obras ¿Quién puede borrar las huellas? (2013) e Himenoplastia (2004)[13]
- 2007: Primer premio en la V Edición de Inquieta Imagen, MADC (Museo de Arte y Diseño Contemporáneo), por sus obras Ablución (2007) y XX (2007)
- 2010: Primer premio en Juannio Guatemala, por su obra Alarma (2011).
- 2011: Gran premio en la 29 Bienal de Artes Gráficas en Ljubljana, por sus obras Confesión (2007), Caparazón (2010) y Móvil (2010) y el Premio Príncipe Claus[14] por parte de los Países Bajos.